# Madaechinopus
Madaechinopus is een geslacht van haften (Ephemeroptera) uit de familie Baetidae.

## Soorten
Het geslacht Madaechinopus omvat de volgende soorten:
- Madaechinopus giboni
- Madaechinopus minutus